# Chuyến bay 209 của Afriqiyah Airways
Chuyến bay 209 của Afriqiyah Airways là chuyến bay nội địa thường lệ của Afriqiyah Airways, hãng hàng không nhà nước của Lybia, khởi hành từ Sabha đến thành phố Tripoli, Libya. Ngày 23 tháng 12 năm 2016, chuyến bay này đã bị cướp và buộc phải hạ cánh tại Luqa, Malta, mang theo 111 hành khách: 82 nam giới, 28 phụ nữ và một trẻ sơ sinh. Hai tên không tặc sau đó đầu hàng và thả tất cả hành khách.

## Máy bay
Chiếc máy bay liên quan trong vụ việc là chiếc A320-214 có số đăng ký 5A-ONB, sê ri 3236, thực hiện chuyến bay đầu tiên vào ngày 29 tháng 8 năm 2007.

## Vụ cướp
Chiếc máy bay, gồm bảy thành viên phi hành đoàn và 111 hành khách, cất cánh từ sân bay Sabha lúc 08:10 giờ địa phương và dự kiến hạ cánh tại Tripoli lúc 09:20. Theo truyền hình Malta, hai tên không tặc có trang bị lựu đạn và đe dọa sẽ cho nổ chiếc máy bay. Một tên tuyên bố mình "ủng hộ Gaddafi" và nếu các yêu cầu (không được tiết lộ) của hắn được đáp ứng, hắn sẽ thả tất cả các hành khách, nhưng không thả phi hành đoàn. Các phi công đã cố gắng hạ cánh tại Libya, nhưng hai tên cướp từ chối yêu cầu của họ. Chiếc máy bay buộc phải hạ cánh tại sân bay quốc tế Malta vào lúc 11:32 sáng, giờ địa phương. Các động cơ máy bay vẫn còn hoạt động khi nó bị quân đội Malta bao vây. Theo tin báo, một tên không tặc xuất hiện tại cửa máy bay, vẫy một lá cờ lớn màu xanh lá tương tự cờ Libya thời Gaddafi. Sau đó hắn hạ cờ xuống và quay trở vào trong.

## Phản ứng
Đội đàm phán sẵn sàng chờ lệnh và quân đội Malta quân đội đến Sân bay quốc tế Malta. Khi hạ cánh ít nhất 25 hành khách đã được không tặc thả dự do trong khi cuộc thương lượng diễn ra.
Sau khi thả tự do cho tất cả các hành khách và phi hành đoàn, hai tên không tặc đầu hàng chính quyền Maltese và đã bị bắt giam.